# Dufftown
Dufftown (gaeliska: Baile Bhainidh, lågskotska: Dufftoun) är en ort i kommunen Moray i Skottland. Orten är känd för sin whisky. Glenfiddichs destilleri ligger i Dufftown och flera andra destillerier ligger i närheten.